# Adorazione del serpente di bronzo
La tarsia Adorazione del serpente di bronzo fa parte delle tarsie del coro della basilica di Santa Maria Maggiore i cui disegni preparatori furono eseguiti da Lorenzo Lotto e intarsiati da Giovan Francesco Capoferri. È collocata sul presbiterio nel banco dei religiosi, ala sinistra, terzo stallo 
Uno studio attento e approfondito delle tarsie e dei disegni preparatori fu realizzato dalla studiosa Francesca Cortesi Bosco e pubblicato nel 1987.

## Storia
La congregazione della Misericordia Maggiore, che amministrava la basilica mariana, e che aveva deciso di completare il presbiterio con un nuovo altare e con il nuovo coro, il 12 marzo 1524 affidò a Lorenzo Lotto la realizzazione dei disegni per le tarsie
Il cartone fu consegnato alla congregazione il 19 giugno 1525, con altri tre, quando Lorenzo Lotto si trovava ancora nella città orobica. La profilatura della tavola la esegue il veneziano stesso e viene pagata l'11 dicembre del medesimo anno.

## Descrizione

### Tarsia
L'invenzione o storia racconta l'episodio descritto nei Libro dei Numeri.(numeri 21, 4-9). Seguendo il racconto Lorenzo Lotto colloca il racconto ai piedi del monte Hor, dove sono presenti le tende dell'accampamento ebraico dopo la fuga dall'Egitto e la salvezza sul Mar Rosso che è raffigurato sul lato destro della tavola. Sul lato sinistro vi è raffigurato nella parte inferiore, l'evento funesto dei serpenti mandati da Dio che morsicarono e uccisi quegli ebrai che pur essendo stati salvati dalla schiavitù lamentavano di essere stati abbandonati da Dio. Sul lato destro la colonna sulla cui cima è posto il serpente di bronzo nelle sembianze di drago alato, una sovrapposizione simbolica di liberazione.
Il drago alato posto sopra la colonna è una forma differente di raffigurare il serpente adorato dal popolo salvato, che veniva raffigurato abitualmente posto sopra una croce avvicinando il serpente al sacrificio che dovrà compiere Cristo, il figlio di Dio. Tutti i personaggi raffigurati hanno lo sguardo rivolto verso il cielo.

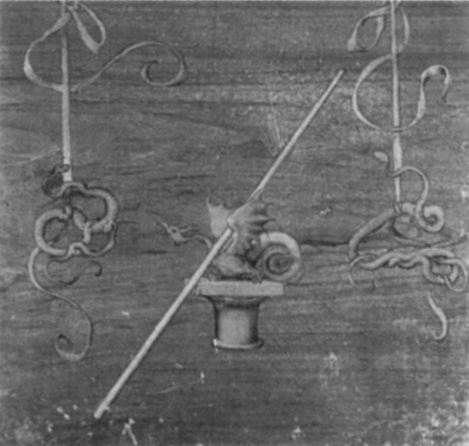
83.2 simboli

### Coperto
Il coperto o “picture a claro et obsuro” o impresa fu realizzato nel disegno preparatore di Lorenzo Lotto 